# Prasophyllinae
Prasophyllinae – podplemię roślin z rodziny storczykowatych (Orchidaceae). Obejmuje 3 rodzaje i około 230 gatunków występujących w  Azji Południowo-Wschodniej, Australii i Oceanii.

## Systematyka
Podplemię sklasyfikowane do plemienia Diurideae z podrodziny storczykowych (Orchidoideae) w rodzinie storczykowatych (Orchidaceae), rząd szparagowce (Asparagales) w obrębie roślin jednoliściennych.
Wykaz rodzajów
- Genoplesium R. Br.
- Microtis R. Br.
- Prasophyllum R. Br.